# Jacek Mackiewicz
Jacek Mackiewicz pseud. „Kujawa” (ur. 30 grudnia 1924 w Warszawie, zm. 9 sierpnia 2007 w Łodzi) – polski żołnierz podziemia, dowódca II plutonu Oddziału Osłony Kwatery Okręgu Warszawa AK, doktor nauk medycznych.

## Życiorys
Od 1940 r. działał w batalionie Saperów Praskich XII-S-6, uczestnicząc w organizacji II plutonu Oddziału Osłony Kwatery Okręgu Warszawa AK. W grudniu 1942 r., włączony do Kolegium „B” Kedywu okręgu Warszawa. Brał udział m.in. w akcjach dywersyjnych wspierających walczących powstańców getta warszawskiego.
Podczas powstania warszawskiego był dowódcą drużyny, a następnie plutonu oddziału Osłony Kwatery Okręgu Warszawa AK. Więzień stalagu Stammlager 344 Lamsdorf.
Pochowany 16 sierpnia 2007 r., na cmentarzu komunalnym Doły w Łodzi (kwatera XXII, rząd 15, grób 10).

## Odznaczenia
- Krzyż Walecznych (dwukrotnie)
- Krzyż Armii Krajowej
- Warszawski Krzyż Powstańczy
- Odznaka „Akcji Burza"